# 民族解放运动 (阿尔巴尼亚)
民族解放运动，又称反法西斯民族解放运动（Lëvizja Antifashiste Nacional-Çlirimtare，缩写为LANÇ），是一个活跃于第二次世界大战期间的阿尔巴尼亚共产主义抵抗组织。1942年9月16日，该组织在靠近地拉那的佩萨村举行的会议上成立，恩维尔·霍查等人当选为总委员会委员。除了在总委员会中占多数的阿尔巴尼亚共产党人物外，还包括像米斯林·佩扎这样的著名民族主义者。民族解放运动创建了民族解放军。1944年5月，民族解放运动在佩尔梅特建立作为阿尔巴尼亚临时政府的民族解放反法西斯委员会，恩维尔·霍查任民族解放反法西斯委员会执行委员会主席兼民族解放军最高指挥官。1945年8月，该组织被阿尔巴尼亚民主阵线取代。